# Cas12b
Cas12b (von engl. CRISPR-associated, synonym C2c1) ist ein Enzym aus der Gruppe der Endonukleasen und ein Ribonukleoprotein. Es kommt unter anderem in Alicyclobacillus acidoterrestris und Bacillus hisashii vor. Es wird bei der CRISPR/Cas-Methode verwendet, genauer: bei der CRISPR/Cas12b-Methode.

## Eigenschaften
Cas12b ist ein Cas-Protein der Klasse II Typ V-B und kommt in Bakterien als Teil der adaptiven antiviralen Immunantwort mit CRISPR vor. Es bindet RNA mit einer crRNA repeat-Sequenz, die wiederum eine tracrRNA bindet. Auf die crRNA repeat-Sequenz folgt eine crRNA spacer-Sequenz, die per Basenpaarung an virale DNA bindet. Daraufhin wird in der viralen DNA durch die Endonukleasefunktion ein Doppelstrangbruch erzeugt. Bei einer Verwendung von Cas12b im Rahmen der CRISPR/Cas-Methode wird die crRNA spacer-Sequenz geändert, um an eine Ziel-DNA zu binden. In der Ziel-DNA muss ein Protospacer Adjacent Motif (PAM) der Sequenz TTN (Thymidin-Thymidin-beliebiges Nukleotid) vorkommen. Der Schnitt der Ziel-DNA erzeugt einen sticky end mit einem 5'-Überhang von 6–8 Nukleotiden 14–17 Nukleotide strangabwärts vom PAM auf dem non-target-Strang bzw. 23–24 Nukleotide strangabwärts vom PAM auf dem target-Strang. Cas12b schneidet DNA bei einer Temperatur zwischen 37 und 60 °C, das Temperatur-Optimum liegt bei 48 °C. Im Vergleich zu Cas9 oder Cpf1 (synonym Cas12a) erzeugt Cas12b weniger unspezifische Schnitte.
Cas12b  aus Bacillus hisashii, abgekürzt BhCas12b, ist mit 1108 Aminosäuren kleiner als SpCas9 (1368 Aminosäuren) und hat daher auch ein kleineres Gen, was die Verwendung in viralen Vektoren (insbesondere AAV-Vektoren) erleichtert. Allerdings erzeugt der Wildtyp von BhCas12b bei 37 °C nur Einzelstrangbrüche. Daher wurde eine Mutante von BhCas12b namens BhCas12b v4 entwickelt (K846R/S893R/E837G), die auch bei der Körpertemperatur von Säugetieren Doppelstrangbrüche und weniger unspezifische Schnitte erzeugt.